# (20674) 1999 VT1
1999 في تي 1 (ويعرف أيضًا باسم (20674) 1999 في تي 1 وفق تسمية الكوكب الصغير) (بالإنجليزية: 1999 VT1)‏ هو كويكب ضمن حزام الكويكبات؛ وترتيبه 20674 من حيث الاكتشاف.
اكتُشف هذا الجُرم الفلكي بواسطة تاكيشي أوراتا ‏ في 4 نوفمبر 1999.

## وصلات خارجية
- (20674) 1999 VT1 في قاعدة بيانات مختبر الدفع النفاث لأجرام النظام الشمسي الصغيرة

- الاكتشاف · مخطط المدار ·  العناصر المدارية · المعلمات المادية

- (20674) 1999 VT1 على موقع ويكي سكاي: DSS2, SDSS, GALEX, IRAS, Hydrogen α, X-Ray, Astrophoto, Sky Map, Articles and images